# بلدة ديلافيلد (ويسكونسن)
ديلافيلد (بالإنجليزية: Delafield (town), Wisconsin)‏ هي بلدة تقع بولاية ويسكونسن في الولايات المتحدة. تبلغ مساحتها 53.7 (كم²)، وترتفع عن سطح البحر 299 م، بلغ عدد سكانها 7820 نسمة في عام 2000 حسب إحصاء مكتب تعداد الولايات المتحدة وتصل الكثافة السكانية فيها 162.1 نسمة/كم2.

## وصلات خارجية
- The US50 - Cities and Towns in Wisconsin State
- Wisconsin Cities and Towns, Facts, Map, Flag, Colleges, Government, and More